# Ginnastica Sampierdarenese
Ginnastica Sampierdarenese es un club (6 de junio de 1891, Sampierdarena, Génova) creado desde la iniciativa de la Asociación de Estudiantes Gymnasium 1878 y de Ayuda Mutua Universal de los Trabajadores 1851, es un club con ideologías antifascistas, que tendrá muchos problemas durante la Primera y Segunda Guerra Mundial. Actualmente se dedica al atletismo. Es conocido por su gran historia futbolística, este recién ascendió a la Serie A (Italia) en el año 1934-1935 (ya que antes la Serie A se llamaba Prima Categoría). Su primer presidente fue Andrew Terrile, cuya gran compromiso, incluidos los financieros, permitió a la empresa a participar en importantes concursos nacionales e internacionales de la época. Del 18 de mayo de 1892, afiliado a la Federación Nacional de Gimnasia italiano. La sección de la gimnasia sigue activo, y en 1969 fue galardonado con la Estrella de Oro al Mérito Deportivo. También tuvo un gran papel en la Natación saliendo, grandes nadadores profesionales.

## Historia
El Sampierdarenese fue un club que nació en el 6 de junio de 1891 en la ciudad de Sampierdarena iniciativa de la Asociación de Estudiantes Gymnasium (1878) y de Ayuda Mutua Universal de los Trabajadores (1851). En la actualidad sólo se activa en el deportista de campo. Es especialmente conocido por su sección de fútbol en activo hasta 1946, el año con la aprobación de la sección de concentraciones del Gimnasia Compañía Andrea Doria para dar vida Sampdoria Football Union.
Su primer presidente fue Andrew Terrile, cuya gran compromiso, incluidos los financieros, permitió a la empresa a participar en importantes concursos nacionales e internacionales de la época.

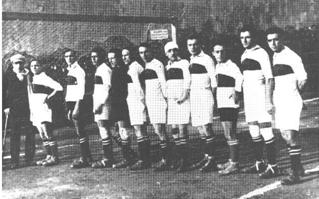
Presentación del nuevo estadio 1920.

Inicialmente, las actividades se practicaban exclusivamente gimnasia y levantamiento de pesas, pero más tarde se les unieron muchos otros deportes: esgrima, ciclismo, bolos, canotaje, griego-romano lucha, natación, pandereta (una disciplina en la que la compañía sigue siendo uno de los más los titulares de la liga italiana), baloncesto, atletismo, tiro, senderismo y del fútbol por supuesto. A principios del siglo XX estaban activos una fanfarria y un teatro de aficionados
Del 18 de mayo de 1892, afiliado a la Federación Nacional de Gimnasia italiano. La sección de la gimnasia sigue activo, y en 1969 fue galardonado con el mérito deportivo Estrella de oro.
En el fútbol italiano tuvo un gran papel, puesto que jugó mucho tiempo en la Serie A de Italia, teniendo jugadores notables, como los hermanos Carzino, Ercole Carzino y Enrico Carzino, donde jugaron muchísimo tiempo en este Club, además de ser los primeros futbolistas, Ercole y Enrico Lograron varios títulos, y Ercole fue considerado uno de los máximos ídolos del plantel, fue uno de los capitanes destacados.

## Palmarés
- Campionato di Serie B: 1
  - 1933-1934
- Campionato di Prima Divisione: 1
  - 1931-1932

Otros Títulos
- Campionato di Prima Categoria (FIGC)
  - Segundo puesto: 1921-1922
- Terza Categoría 1913-1914
- Promozione 1914-1915

## Ídolos
- El gran ídolo del Sampierdarenese fue el jugador Ercole Carzino fue el primer jugador del club junto a Derchi, y Bodrato, además el primero en ser convocado para la selección italiana. Ercole Ganó todos los títulos de la institución Campionato di Serie B, 1931-1932 y llegó a la final por la serie A en la estación 1921-1922. Cuando se fue por primera vez a la Serie C ercole volvió para ayudar al Club y colocarlo devuelta en su lugar (Serie A) por eso es considerado un de los más grandes de la historia del Club, luego trabajó en el Club hasta 1946 donde nació el Unione Calcio Sampdoria. También formaron junto a Boldrini y Masone la famosa defensa de Hierro que fue imparable en la época y duró 5 años.

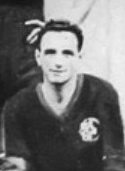
El gran ídolo del Sampierdarenese. Ercole Carzino

| Jugador        | Partidos y Trayectoria                         | Goles      | Logros     |
| -------------- | ---------------------------------------------- | ---------- | ---------- |
| Enrico Carzino | +103 partidos jugados. (191?~1925)             | 0 goles.   | 2 títulos. |
| Ercole Carzino | +135 partidos jugados. (1911~1929) (1931~1934) | +20 goles. | 5 títulos. |

## Clásico
El gran clásico era contra el Génoa en el famoso "Derby della Lanterna".